# مصاحبه با خون‌آشام (مجموعه تلویزیونی)
مصاحبه با خون‌آشام (انگلیسی: Interview with the Vampire) سریال تلویزیونی آمریکایی ترسناک در ژانر خون‌آشام گوتیک محصول ۲۰۲۲ است، که توسط رولین جونز بر پایهٔ رمانی به همین نام اثر آن رایس از سال ۱۹۷۶ ساخته شده‌است. در این سریال سام رید در نقش خون‌آشام لستات د لاین‌کورت، جیکوب اندرسون در نقش معشوقه و شاگردش لویی دو پونت دو لاک و اریک بوگوسیان در نقش گزارشگر دانیل مولوی بازی می‌کنند. این سریال در سپتامبر ۲۰۲۲، پیش از نخستین نمایش آن در ۲ اکتبر ۲۰۲۲ از طریق شبکه تلویزیونی ای‌ام‌سی برای دومین فصل تمدید شد. این سریال مورد تحسین منتقدان قرار گرفته‌است.

## طرح داستان
در این بازراه‌اندازی مجدد حسی و معاصر از رمان گوتیک انقلابی آن رایس، مصاحبه با خون‌آشام، داستان حماسی عشق و خون بین لویی دو پونت دو لاک (جیکوب اندرسون)، لستات د لاین‌کورت (سام رید) و کلاودیا (بیلی باس) و خطرات جاودانگی، توسط روزنامه‌نگار دانیل مولوی (اریک بوگوسیان) روایت می‌شود. لویی که از محدودیت‌های زندگی به عنوان یک مرد سیاه‌پوست در نیواورلئان دههٔ ۱۹۱۰ رنج می‌برد، مقاومت در برابر پیشنهاد لستاتِ متعصب برای فرار نهایی را غیرممکن می‌داند، تا به او به عنوان همراه خون‌آشام وی بپیوندد. اما قدرت‌های جدید مست‌کنندهٔ لوئی با قیمتی خشونت‌آمیز همراه است، و معرفیِ کلاودیا خون‌آشام کودک، جدیدترین نوپای لستات، به زودی این زوج را در مسیری از چندین دهه انتقام و کفاره قرار می‌دهد.
در رمان اصلی و فیلم ۱۹۹۴، لویی صاحب مزرعه‌ای در جنوب انته‌بلوم و بردگان آفریقایی است که روی زمین او کار می‌کنند؛ عناصر همجنسگرایانه رمان در اقتباس فیلم تقریباً نامرئی هستند. اندرسون او را در سریال تلویزیونی به عنوان یک مرد سیاه‌پوست به تصویر می‌کشد که ثروتش را از طریق زنجیره‌ای از روسپی‌خانه‌ها در استوری‌ویل به دست آورده‌است، منطقه‌ای که اکنون تحت عنوان منطقه سرخ در اوایل قرن بیستم نیواورلئان تبدیل شده‌است. منتقد ای. وی. کلاب می‌نویسند: «این تغییر اعماق شگفت‌انگیزی به لویی می‌افزاید و به مصاحبه‌کننده اجازه می‌دهد با سؤالات خاردار در مورد نژاد، جنسیت و تاریخ دست‌وپنجه نرم کند.» رولین جونز، نویسنده، گفت که این تغییرات به منظور قرار دادن داستان در «دوره‌ای زمانی که از نظر زیبایی‌شناختی به اندازه قرن هجدهم هیجان‌انگیز بود، بدون کندوکاو در داستان مزرعه‌ای که هیچ‌کس واقعاً نمی‌خواست بشنود» ایجاد شده‌است.

## بازیگران و شخصیت‌ها

### اصلی
- جیکوب اندرسون در نقش لویی دو پونت دو لاک
- سام رید در نقش لستات د لاین‌کورت
- اریک بوگوسیان در نقش دانیل مولوی

### تکرارشونده
- بیلی باس در نقش کلاودیا
- اسد زمان در نقش راشد، آشنای لویی در سال ۲۰۲۲
- استیون نورفلیت در نقش پل دو پونت دو لاک، برادر لویی
- کالین کولمن در نقش گریس دو پوینت دو لاک، خواهر لویی
- را داون چونگ در نقش فلورانس دو پونت دو لاک، مادر لویی
- جف پاپ در نقش فین اوشی
- کریس استک در نقش توماس «تام» اندرسون
- لوک براندون فیلد در نقش دانیل مولوی جوان
- ریچل هندلر در نقش پگ لگ دوریس
- جان دیماجیو در نقش آلدرمن فنویک
- دانا گوریر در نقش بریک تاپ ویلیامز
- کریستین رابینسون در نقش لوی فرنیر
- مائورا گریس آتاری در نقش آنتوانت، خواننده بلوز

## قسمت‌ها
| شم. | عنوان                                            | کارگردان         | Teleplay by                | تاریخ پخش اصلی | U.S. تعداد بیننده (میلیون) |
| --- | ------------------------------------------------ | ---------------- | -------------------------- | -------------- | -------------------------- |
| ۱   | «در هجوم شگفتی فزاینده…»                         | آلن تیلور        | رولین جونز                 | ۲ اکتبر ۲۰۲۲   | ۰٫۶۶۲                      |
| ۲   | «… پس از اشباح خودِ سابقت»                        | آلن تیلور        | جاناتان سنیسروز و دیو هریس | ۹ اکتبر ۲۰۲۲   | ۰٫۵۲۵                      |
| ۳   | «آیا طبیعت من از یک شیطان است»                   | کیت پاول         | رولین جونز و هانا مسکویچ   | ۱۶ اکتبر ۲۰۲۲  | ۰٫۴۴۵                      |
| ۴   | «… تعقیب بی‌رحمانهٔ خون با تمامِ خواسته‌های یک کودک» | کیت پاول         | النور برگس                 | ۲۳ اکتبر ۲۰۲۲  | ۰٫۴۶۹                      |
| ۵   | «گرسنگیِ پست برای قلب لرزانت»                     | لوان آکین        | هانا مسکویچ                | ۳۰ اکتبر ۲۰۲۲  | ۰٫۴۶۵                      |
| ۶   | «همانند فرشتگانی که پروردگار به دوزخ سپرده‌است»   | لوان آکین        | کالین آبرت                 | ۶ نوامبر ۲۰۲۲  | ۰٫۴۷۳                      |
| ۷   | «آن چیز آرام است»                                | الکسیس اوستراندر | رولین جونز و بن فیلیپ      | ۱۳ نوامبر ۲۰۲۲ | ۰٫۴۳۳                      |

## تولید

### توسعه
اقتباس جدیدی از فرانچایز تواریخ خون‌آشام اثر آن رایس در ابتدا به عنوان یک مجموعه‌فیلم توسط یونیورسال پیکچرز و ایمیجین اینترتیمنت در حال ساخت بود. این مجموعه‌رمان قبلاً در فیلم مصاحبه با خون‌آشام با بازی تام کروز و برد پیت در سال ۱۹۹۴ اقتباس شده‌بود و دنبالهٔ آن ملکه نفرین‌شده از سال ۲۰۰۲ از نظر تجاری کمتر موفق بود. کریستوفر رایس، پسر آن رایس، فیلمنامه را اقتباس کرده بود و الکس کورتزمن و روبرتو ارسی به عنوان تهیه‌کننده قرار گرفتند. این پروژه تا ۲۶ نوامبر ۲۰۱۶ متوقف شد، زمانی که آن رایس حقوق فرنچایز را به دست آورد و قصد داشت رمان‌ها را به یک مجموعهٔ تلویزیونی تبدیل کند و قرار شد که آن و کریستوفر رایس به عنوان تهیه‌کنندگان اجرایی سریال بالقوه خدمت کنند. پس از این اعلام، رایس اظهار داشت: «یک سریال تلویزیونی با بالاترین کیفیت، اکنون رؤیای من برای لستات، لوئی، آرماند، ماریوس و کل قبیله است. اگرچه ما لذت همکاری با افراد خوب زیادی را در رابطه با این طرح داشتیم، اما هیچ نتیجه‌ای نداشتیم. بیش از هر زمان دیگری کاملاً واضح است که تلویزیون جایی است که خون‌آشام‌ها به آن تعلق دارند.»
در ۲۸ آوریل ۲۰۱۷ اعلام شد که پارامونت تله‌ویژن و انانیمس کانتنت پس از یک جنگ مناقصه رقابتی یک‌ماهه، حقوق سریال را به دست آوردند. کریستوفر رایس برای بازنویسیِ فیلمنامه همراه شد و دیوید کانتر و استیو گولین از انانیمس به عنوان تهیه‌کنندگان اجرایی پیوستند. در ۱۱ ژانویه ۲۰۱۸ برایان فولر به عنوان شورانر برنامه انتخاب شد، اما در اواخر همان ماه استعفا داد تا در برنامه‌ریزیِ رایس دخالت نکند. در شرایط رقابتی، هولو پروژه را در ۱۷ ژوئیه ۲۰۱۸ در حال توسعه قرار داد و دی جانسون در ۱۹ فوریه ۲۰۱۹ جایگزین فولر به عنوان شورانر شد. بعداً در ۱۹ دسامبر ۲۰۱۹ اعلام شد که هولو تصمیم گرفته‌است که پروژه را ادامه ندهد و رایس سه‌گانهٔ خود زندگی جادوگران مایفر را به بسته حقوقی بزرگتر و کامل اضافه کرده‌است که حقوق آن هنوز در اختیار برادران وارنر پیکچرز بود. پارامونت در موقعیتی بود که می‌توانست حقوق رمان‌ها را دوباره به دست بیاورد، زیرا گزارش شده بود که استودیو در میان چهار مناقصه‌دهنده به دنبال مالکیت آن بود.
در ۱۳ مهٔ ۲۰۲۰ اعلام شد که شبکه‌های ای‌ام‌سی حقوق مالکیت معنوی شامل ۱۸ رمان و امکان توسعه فیلم‌های بلند و سریال‌های تلویزیونی را از این معامله خریداری کرده‌است. در ۲۴ ژوئن ۲۰۲۱ شبکه تلویزیونی ای‌ام‌سی سفارش سریالی متشکل از هشت اپیزود را با اقتباسی از نخستین رمان از این مجموعه، مصاحبه با خون‌آشام، را ارائه داد و پخش این سریال برای نخستین بار در سال ۲۰۲۲ برنامه‌ریزی شد. رولین جونز به عنوان خالق، مجری برنامه و نویسنده به آن پیوست. مارک جانسون به عنوان تهیه‌کننده اجرایی در کنار جونز تحت قراردادهای کلی آنها با ای‌ام‌سی استودیوز و نظارت بر دنیای آن انتخاب شد. در ۱۹ ژوئیه ۲۰۲۱ اعلام شد که آلن تیلور برای کارگردانی دو قسمت نخستین از فصل اول و تهیه‌کنندگیِ اجرایی پیوسته‌است. در ۲۸ سپتامبر ۲۰۲۲ پیش از پخش سریال، ای‌ام‌سی مصاحبه با خون‌آشام را برای فصل دوم تمدید کرد.

### نویسندگی و مضامین
جونز در ژوئیه ۲۰۲۲ گفت که این سریال زیرمتن همجنس‌گرایی رمان اصلیِ رایس، به ویژه جنسیت و رابطهٔ صمیمی بین لستات و لوئیس را در بر می‌گیرد. اقتباس سینمایی ۱۹۹۴ به دلیل حذف این عنصر مورد انتقاد قرار گرفت.

### انتخاب بازیگران
در اوت ۲۰۲۱ اعلام شد که سام رید و جیکوب اندرسون برای نقش‌های اصلی لستات و لویی انتخاب شدند. در اکتبر ۲۰۲۱ گزارش شد که بیلی باس به بازیگران نقش اصلی در نقش کلاودیا پیوسته‌است، و کالین کولمن در نقش گریس، خواهر لوئی ظاهر می‌شود. در مارس ۲۰۲۲ اعلام شد که اسد زمان برای ایفای نقش اصلی در نقش راشد انتخاب شده‌است، در حالی که اریک بوگوسیان برای نقش دانیل مولوی در ظرفیت نامعلومی انتخاب شد. در آوریل ۲۰۲۲، ای‌ام‌سی اعلام کرد که مائورا گریس آتاری در نقش آنتوانت، یک خواننده بلوز به بازیگران پیوسته‌است که «رابطه‌اش با لستات آرامش خانگی دو خون‌آشام ما را برهم می‌زند».

### فیلم‌برداری
تصویربرداری اصلی در اواخر سال ۲۰۲۱ آغاز شد، و از دسامبر تا آوریل ۲۰۲۲ در نیواورلئان ادامه داشت.

## انتشار
این سریال در تاریخ ۲ اکتبر ۲۰۲۲ در ای‌ام‌سی پخش شد، اما سه روز پیش از آن در سرویس پخش خواهر ای‌ام‌سی پلاس در دسترس قرار گرفت. قسمت‌های بعدی یک هفته پیش از پخش کابلی آن‌ها در ای‌ام‌سی پلاس منتشر می‌شوند.

## بازخورد

### پاسخ انتقادی
در وبسایت بازبینی‌خوانی راتن تومیتوز، ۹۹٪ از ۵۷ بررسی منتقدین مثبت است و این سریال میانگینِ امتیاز ۸٫۳/۱۰ را در اختیار دارد. اجماع این وب‌سایت چنین می‌نویسد: «با لحنی بازیگوش و حرکتی گسترده که به اثر گوتیکِ آن رایس اجازه می‌دهد مانند جامی از خون در حال تفکر باشد، مصاحبه با خون‌آشام این نگرانی را که این داستان نمی‌توانست دوباره با موفقیت احیا شود را از بین می‌برد.» این سریال در متاکریتیک، که از میانگین وزنی استفاده می‌کند، بر اساس نظر ۲۵ منتقد امتیاز ۸۱ از ۱۰۰ را کسب کرده که نشان‌گر «تحسین همگانی» است.